# Eileen Atkins
Eileen June Atkins, DBE (Clapton, Londen, 16 juni 1934) is een Engels actrice en scenarioschrijver.
Haar moeder, Annie Ellen Elkins, was een barmedewerkster en 46 jaar toen Eileen werd geboren, en haar vader, Arthur Thomas Atkins, was een gasmeteropnemer voor hij chauffeur werd bij de Portugese ambassadeur. Atkins bezocht de Latymer School in Londen en de Guildhall School of Music and Drama. Tijdens de Tweede Wereldoorlog nam ze danslessen en werkte vervolgens in working men's clubs als Baby Eileen.
Haar eerste toneeloptreden was in het Open Air Theatre, Regent's Park in 1953. Ze stond ook op het toneel met Laurence Olivier, John Thaw  en James Bolam in Semi-Detached (1962).
Atkins was met Jean Marsh betrokken bij het creëren van televisieseries, waaronder Behind the Green Baize Door, die later de ITV-serie Upstairs, Downstairs (1971–75) werd. Hetzelfde team was ook verantwoordelijk voor de BBC-serie The House of Eliott (1991–93). Vanaf december 2010 speelde ze de rol van moeder van Lord Holland in BBC One's vernieuwde versie van Upstairs, Downstairs. In 2016 speelde ze de rol van koningin Mary in de Netflix-serie The Crown
Als actrice deed ze mee aan de volgende televisieproducties: Three Sisters (1970), A Midsummer Night's Dream (1971), The Lady from the Sea (1974), Electra (1974), als Vanity Fair in Dornford Yates, She Fell Among Thieves (1977), Sons and Lovers (1981), Oliver Twist (1982), Smiley's People (1982), Titus Andronicus (1985), The Burston Rebellion (1985), A Better Class of Person (1985), Roman Holiday (1987), The Lost Language of Cranes (1991), Cold Comfort Farm (1995), Talking Heads (1998), Madame Bovary (2000), David Copperfield (2000), Wit (2001) en Bertie and Elizabeth (2002).
Ze bewerkte de roman Mrs. Dalloway van Virginia Woolf tot een filmscript dat in 1997 door Marleen Gorris werd verfilmd, met Vanessa Redgrave in de hoofdrol.

## Filmografie (selectie)
- 1983 - The Dresser, als Madge
- 1995 - Jack & Sarah als Phil
- 2001 - Wit, als Evelyn 'E.M.' Ashford
- 2001 - Gosford Park, als mrs. Croft, de kokkin
- 2002 - The Hours, als Barbara, de vrouw in de bloemenwinkel
- 2003 - What a Girl Wants, als Jocelyn Dashwood, de moeder
- 2003 - Cold Mountain, als Maddy
- 2004 - Vanity Fair, als Mathilda Crawley
- 2006 - Ask the Dust, als mrs. Hargraves
- 2007 - Evening, als de nachtzuster
- 2008 - Last Chance Harvey, als Maggie Walker, Kates moeder
- 2010 - Robin Hood, als Eleanor of Aquitaine
- 2010 - Wild Target, als Louisa, de moeder van Victor Maynard
- 2013 - Beautiful Creatures, als Emmaline Duchannes
- 2014 - Magic in the Moonlight, als Tante Vanessa
- 2017 - Paddington 2, als Mevrouw Kozlova